# Steinbruch Vellern
Steinbruch Vellern este o arie protejată (arie specială de conservare — SAC, sit de importanță comunitară — SCI) din Germania întinsă pe o suprafață de 13,68 ha, integral pe uscat.

## Localizare
Centrul sitului Steinbruch Vellern este situat la coordonatele 51°47′28″N 8°03′07″E / 51.7911°N 8.0519°E.

## Înființare
Situl Steinbruch Vellern a fost declarat sit de importanță comunitară în martie 2001.

## Biodiversitate
Situată în ecoregiunea atlantică, aria protejată conține 2 habitate naturale: Pajiști uscate seminaturale și facies de acoperire cu tufișuri pe substraturi calcaroase (Festuco-Brometalia) (* situri importante pentru orhidee), Mlaștini alcaline.
La baza desemnării sitului se află un număr nedeclarat de specii protejate.
Pe lângă speciile protejate, pe teritoriul sitului au mai fost identificate 8 specii de plante, 1 specie de amfibieni, 4 specii de nevertebrate.